# Gdańsk – Stadt der Erinnerung und der Freiheit

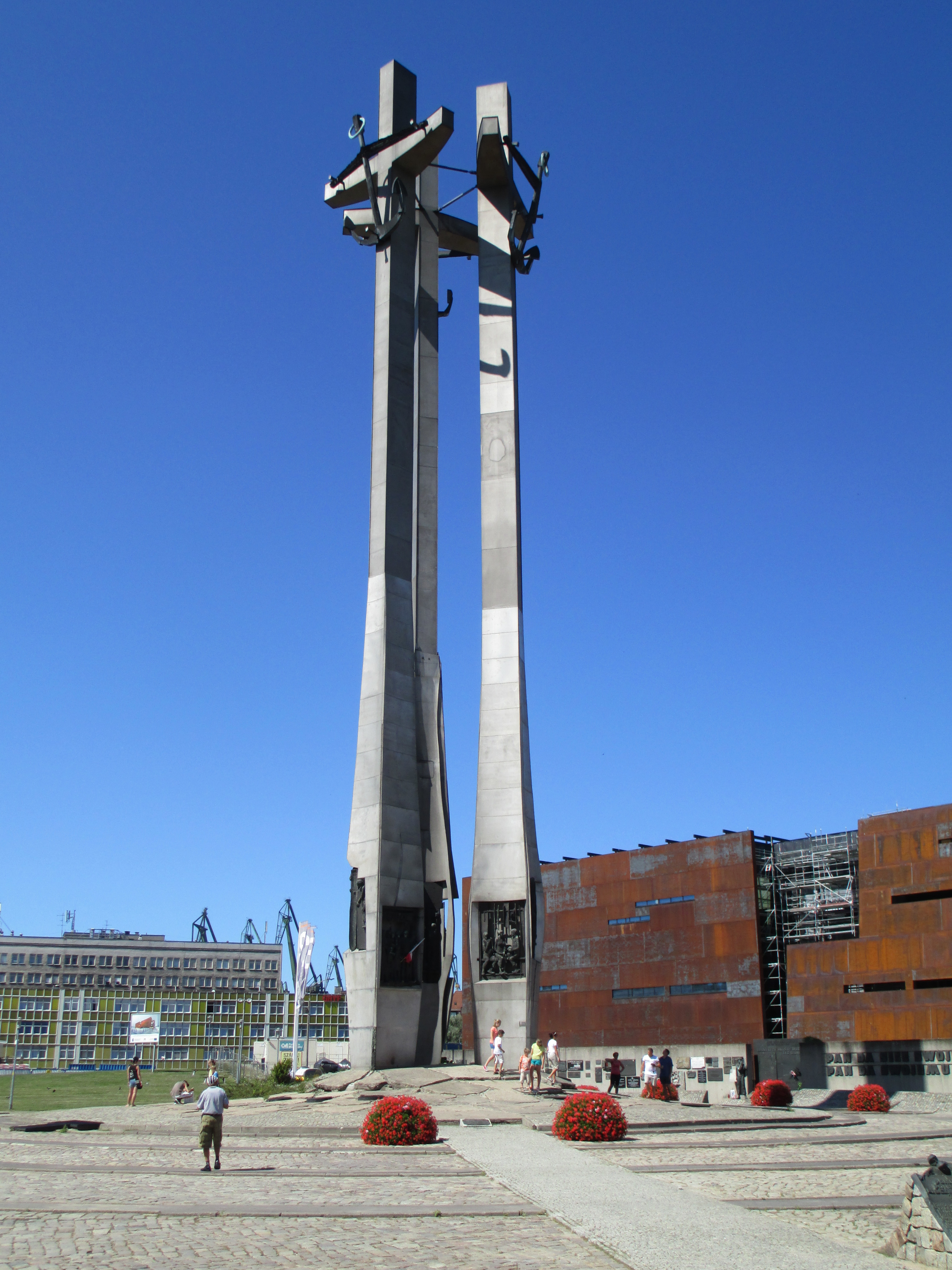
Denkmal für die gefallenen Werftarbeiter von 1970

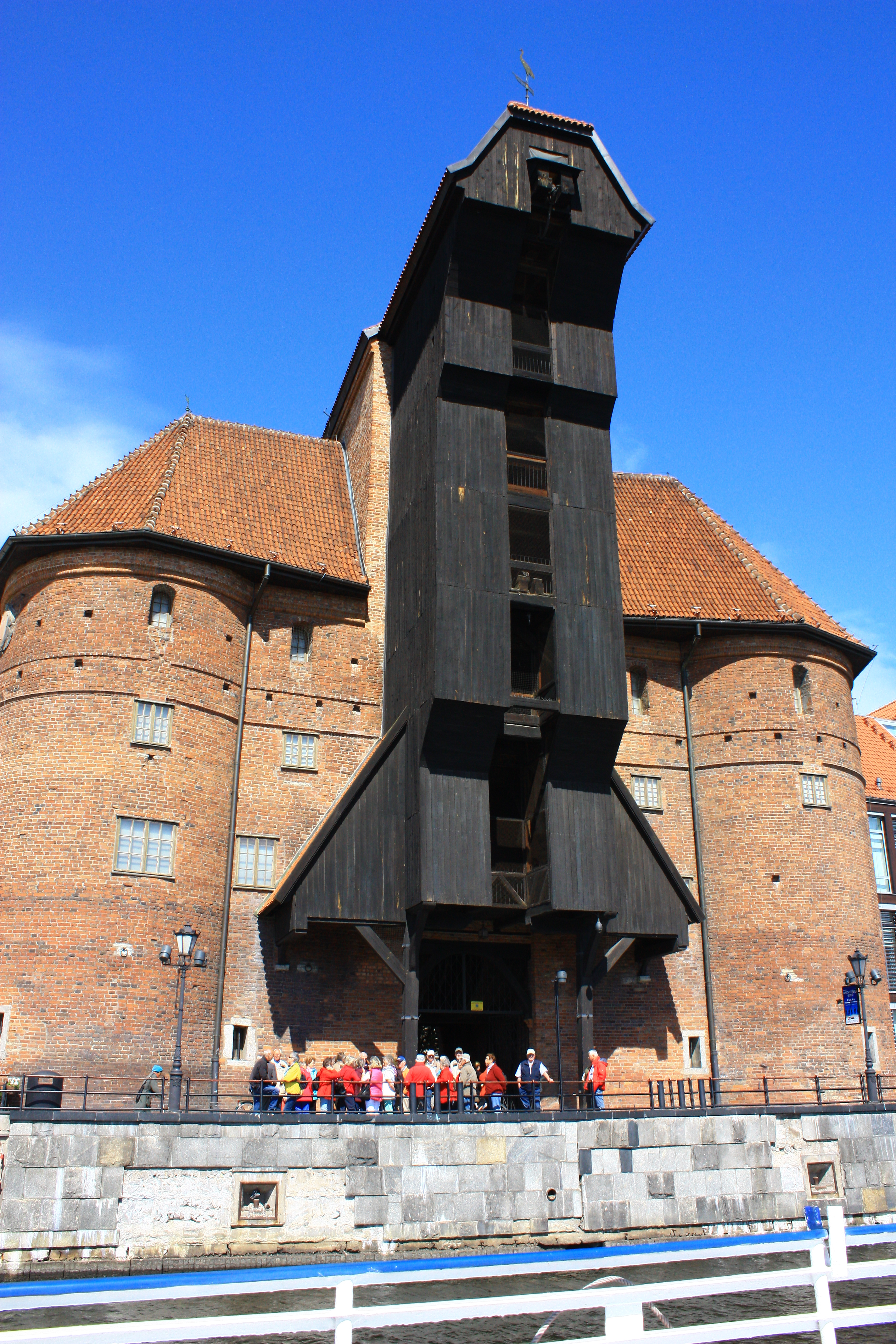
Das Krantor (2014)

Gdańsk – Stadt der Erinnerung und der Freiheit ist gegenwärtig ein Welterbe-Kandidat in Polen. Die Kandidatur umfasst in der Stadt Danzig (polnisch Gdańsk) Teile und Bauwerke der Rechtstadt, des Geländes der ehemaligen Danziger Werft und die Halbinsel Westerplatte. Der Antrag steht unter der Nummer 530 auf der Tentativliste der UNESCO.

## Geschichte

### Zweiter Weltkrieg
Mit dem Überfall auf Polen und dem Beschuss der Westerplatte in der Freien Stadt Danzig begann am 1. September 1939 der Zweite Weltkrieg. Der Weltkrieg endete in Europa nach der Kapitulationserklärung von Karlshorst auf dem Gebiet der ehemaligen Freien Stadt. Am 9. Mai 1945 wurde das Gebiet zwischen der Weichsel und Vogelsang (Skowronki) auf der Frischen Nehrung an die Rote Armee übergeben. Bei der Befreiung des Konzentrationslagers Stutthof fand diese ein fast vollständig evakuiertes Lager vor.

### Vom Weltkrieg zur Wende in Polen
Das Ende des Weltkrieges bedeutete für die mehrheitlich deutsche Bevölkerung Danzigs Flucht und Vertreibung. Danzig wurde mit der Republik Polen (seit 1952 Volksrepublik) Teil des Ostblocks. Für die zum Teil zwangsumgesiedelten Polen setzte eine Phase der Unfreiheit und Unterdrückung ein, gegen die sich besonders an den Danziger Werften Widerstand formierte. Während des Aufstands vom Dezember 1970 wurden in Danzig und anderen Städten an der Ostseeküste 45 Menschen getötet.
Die August-Streiks von 1980, die zur Zulassung freier Gewerkschaften und der Solidarność führten, standen in der Tradition der Ereignisse von 1970. So war die Errichtung eines Denkmals für die Opfer des Dezemberaufstands eine der 21 Forderungen der Streiks von 1980. Zwei Wochen vor Unterzeichnung der Forderungen durch die Regierung wurde ein erstes hölzernes Kreuz vor dem Haupttor der Werft aufgestellt. Die zweite Unterzeichnung des Augustabkommens erfolgte am 31. August 1980 in der Arbeitsschutzhalle der Danziger Werft.
Die Bewegung der freien Gewerkschaften hatte in Polen wesentlichen Anteil an der Wende in Polen 1989/1990. Am 9. Dezember 1990 wurde der Gewerkschaftsführer und ehemalige Elektriker der Danziger Werft Lech Wałęsa in freier Wahl zum Staatspräsidenten gewählt.

## Gegenwart

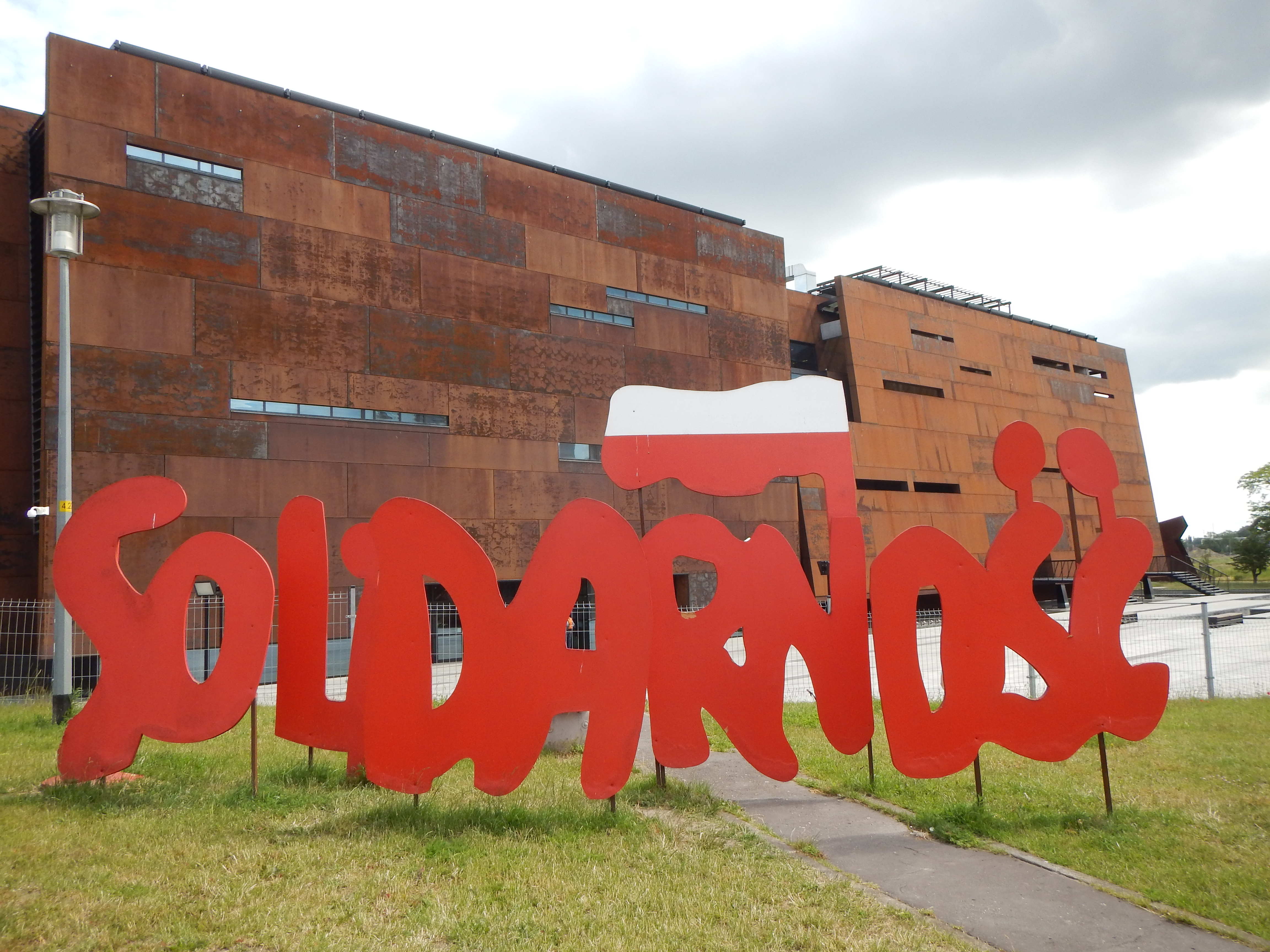
Europäisches Zentrum der Solidarność

Die Westerplatte, das Gebäude der Polnischen Post und das Denkmal für die gefallenen Werftarbeiter gehören zu den bedeutenden Gedenkorten der Stadt. In den Jahren 2014 und 2017 wurden das Europäische Zentrum der Solidarność (Europejskie Centrum Solidarności, ECS) und das Weltkriegsmuseum (Muzeum II Wojny Światowej) eröffnet. Der Neubau eines historischen Museums ist geplant.

## Umfang des Antrags

### Formalien
Ein erster Antrag wurde 1998 von der ICOMOS abgelehnt, ein weiterer Versuch wurde 2007 vorerst vom Antragsteller zurückgezogen. Beantragt wird die Aufnahme in das Welterbe nach den Kriterien ii, iv und vi:
- Kriterium ii: Danzig ist ein Beispiel für die Architektur, Stadtplanung und Techniken der Gründung von Bauwerken nahe am Wasser an der Wende vom 16. zum 17. Jahrhundert.
- Kriterium iv: Die Bauwerke sind hervorragende Beispiele an Bautypus und Architektur an der Wende von der Gotik zur Renaissance. Die Bauwerke der Backsteingotik zählen zu den größten ihrer Art und geben Zeugnis von den Techniken der Danziger Baumeister. Das Stadtbild der historischen Stadt ist in alte Befestigungsanlagen eingebettet und vom Fluss Motława (Mottlau) und den umgebenden Hügeln ablesbar.
- Kriterium vi: Die Gebäude der Stadt geben Zeugnis vom hohen Wert der Freiheit für ihre Bürger. – Die Gedenkstätte an der Westerplatte hat als Ort, an dem der Zweite Weltkrieg ausbrach, eine außergewöhnliche Bedeutung. Sie ist auch ein Symbol für die Verteidigung der Freiheitsideale im Krieg. – Die Ereignisse um die Danziger Werft waren für die Zukunft Europas und der Welt von zentraler Bedeutung. Die Ereignissen zeigten gewaltfreie Methoden des Kampfes gegen Unterdrückung und Diktatur.[1]

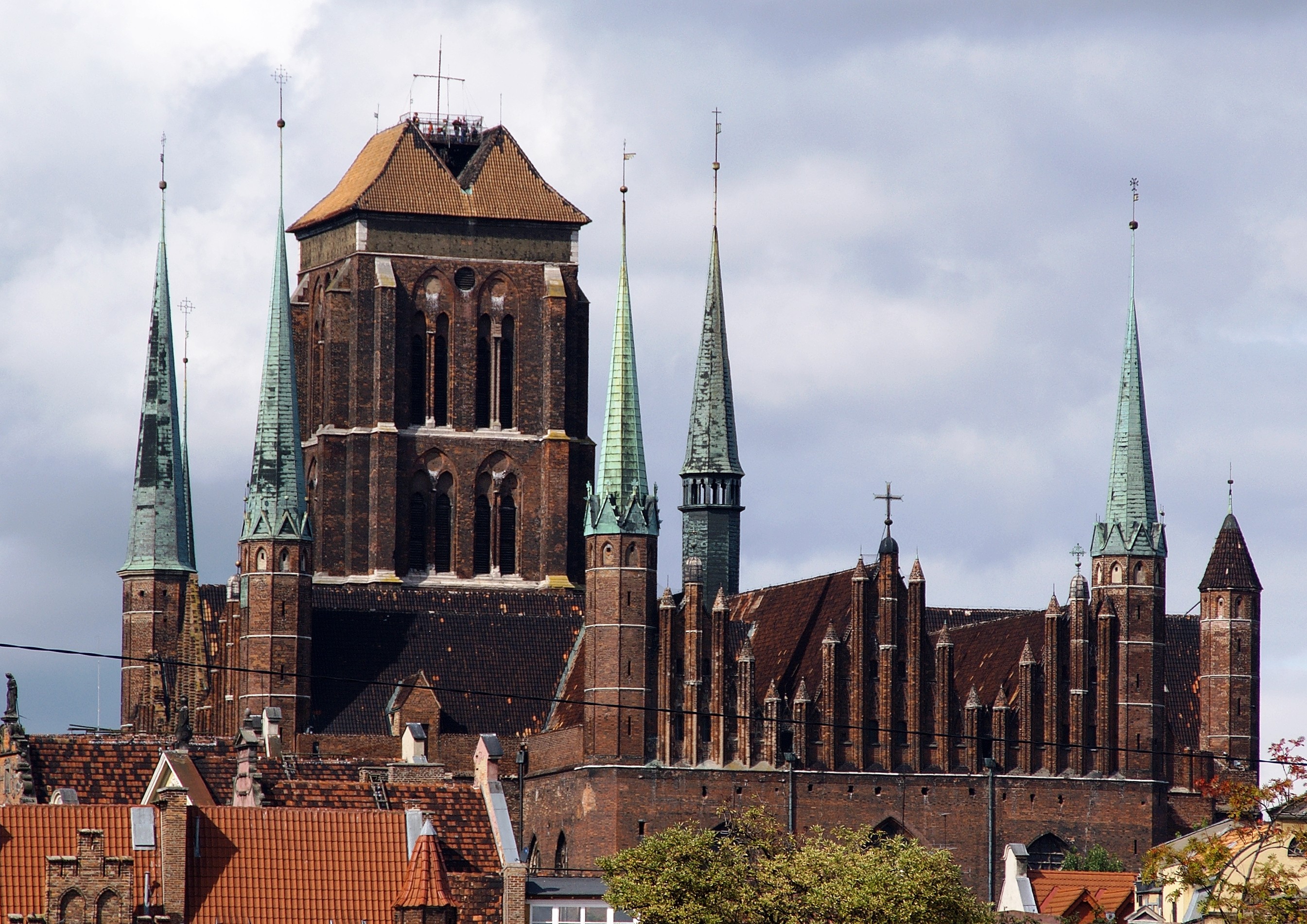
Marienkirche

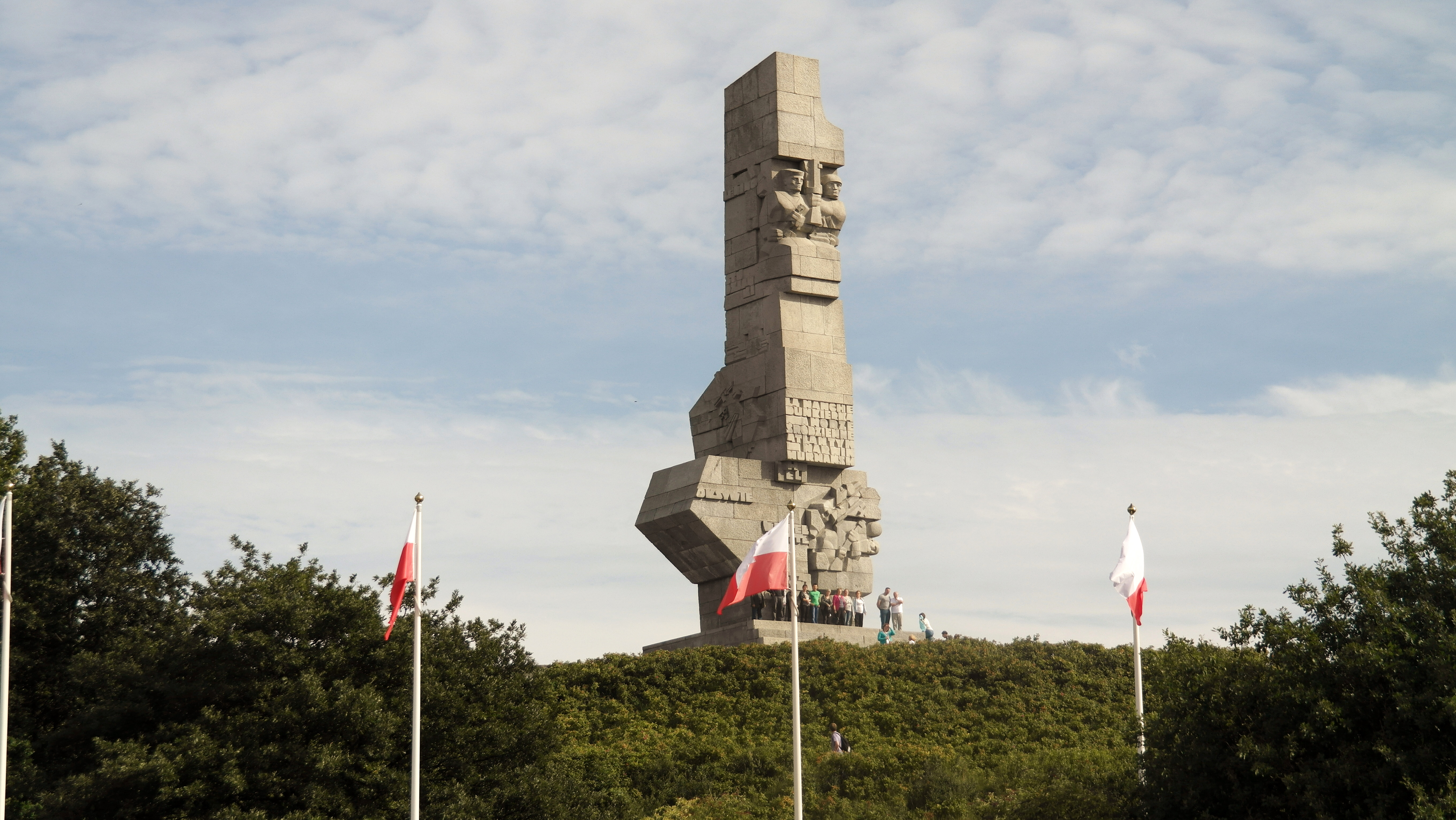
Denkmal auf der Westerplatte

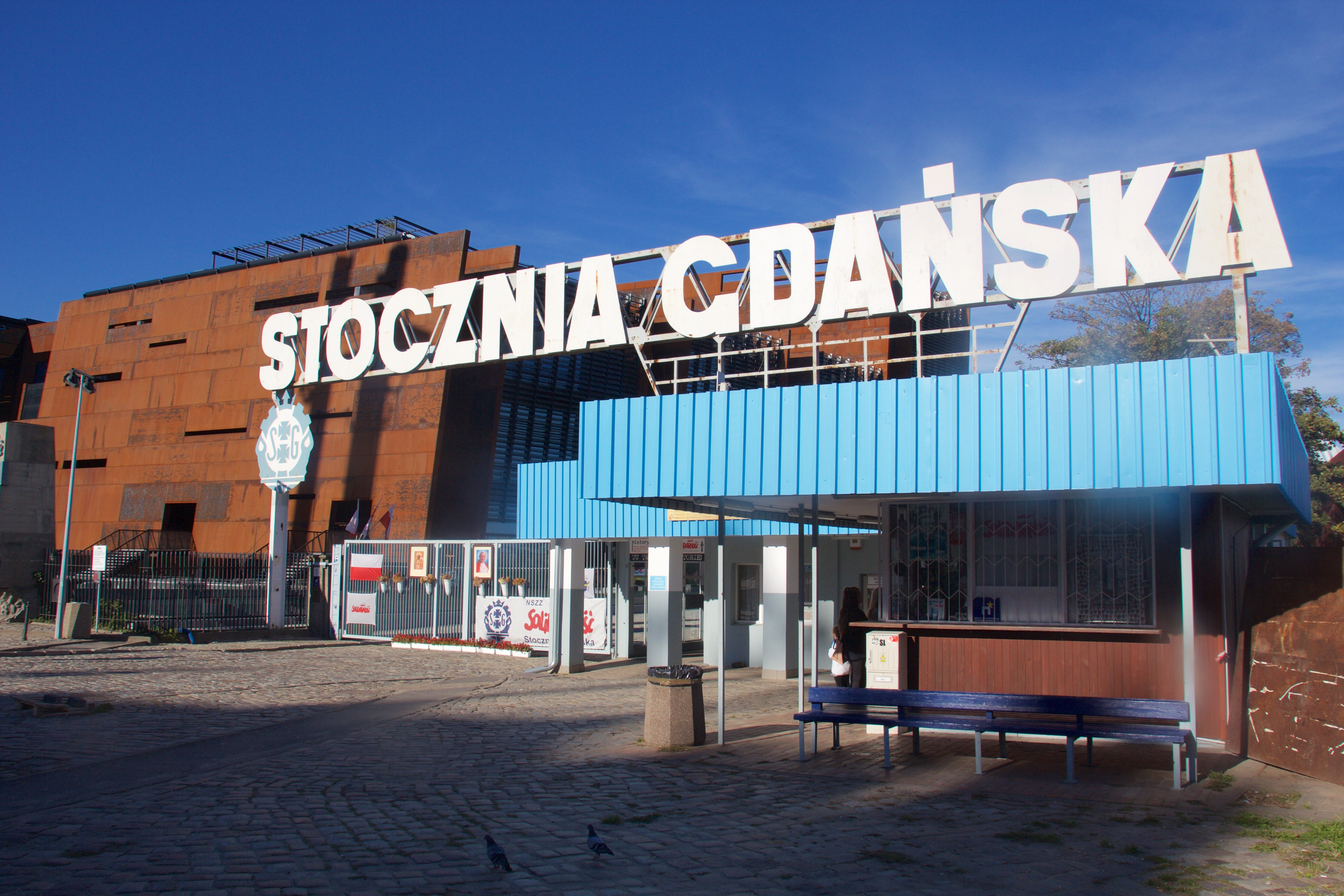
Tor 2 der Danziger Werft

### Rechtstadt (Główne Miasto)
Der Antrag umfasst eine Fläche von 0,97 Hektar mit folgenden Bauwerken:
- Krantor
- Goldenes Tor
- Hohes Tor
- Peinkammertor und Stockturm
- Grünes Tor
- Rechtstädtisches Rathaus
- Artushof
- Neptunbrunnen
- Hof der St.-Georg-Schützenbruderschaft
- Marienkirche mit Nebengebäuden
- Königliche Kapelle
- Uphagenhaus

### Westerplatte
Der Antrag umfasst eine Fläche von 61,95 Hektar.

### Danziger Werft
Der Antrag umfasst eine Fläche von 1,82 Hektar.
- Tor 2 der Danziger Werft (seit 1967 auch Lenin-Werft, Stocznia Gdańska im. Lenina)
- Arbeitsschutzhalle der Danziger Werft
- Denkmal für die gefallenen Werftarbeiter von 1970 (Pomnik Poległych Stoczniowców 1970)